# Питање заставе Сјеверне Ирске
Питање заставе Сјеверне Ирске је једно од оних које дијели становништво на више линија. У зависности од политичког увјерења, људи се идентификују са различитим заставама и симболима, а неке имају, или немају, званичан статус у Сјеверној Ирској.

## Заставе у употреби
Застава Уједињеног Краљевства, тзв. Застава Уније, је једина званична застава, и у рутинској је употреби владе Уједињеног Краљевства и неких државних установа у Сјеверној Ирској. Настала је спајањем крстова Светог Ђорђа (представљајући Енглеску), Светог Андије (представљајући Шкотску) и Светог Патрика (представљајући Ирску).
Заставу Уније највише употребљавају лојалисти и унионисти, али њену употребу избјегавају националисти и републиканци.
Барјак Алстера, застава коју је користила влада Сјеверне Ирске од 1953. до 1972. године, а истицана је испред Стормонта. Влада је распуштена 1973. године усвајањем закона у Парламенту УК, чиме је застава изгубила свој службени статус. Са њеном употребом наставиле су спортске репрезентације Сјеверне Ирске на међународним такмичењима, као што је фудбалска репрезентација Сјеверне Ирске и национални тим Сјеверне Ирске на Играма Комонвелта.
Британско право и политика државе наводи да у Сјеверној Ирској „Застава Алстера и крст Светог Патрика немају службени статус и по Пропису о заставама није дозвољено њихово истицање испред Зграда Парламента“.
Застава Ирске или Ирска тробојка је државна застава Републике Ирске, и сматра се од стране републиканаца и многих националиста заставом цијеле Ирске.
Остале заставе које истичу социјалистички републиканци су Звјездани плуг и Sunburst flag. Лојалисти понекад истичу заставу Шкотске као знак свог шкотског поријекла.